# John Broman
John Broman (* 1958 in Duluth, Minnesota) ist ein ehemaliger US-amerikanischer Skispringer.

## Werdegang
Broman gehörte 1979 zum Nationalkader der USA für den neu geschaffenen Skisprung-Weltcup. Sein erstes Springen bestritt er am 30. Dezember 1979 zum Auftakt der Vierschanzentournee 1979/80 in Oberstdorf. Er beendete das Springen jedoch nur auf dem 104. Platz. Da er auch in den anderen drei Springen der Tournee erfolglos blieb, trat er erst zur Saison 1980/81 erneut im Weltcup an. Auch hier konnte er innerhalb der Tournee keine vorderen Plätze erzielen. Doch bereits in seinem ersten Springen nach der Tournee in Ironwood erreichte er beim Skifliegen auf der Copper Peak Schanze mit dem dritten Platz seinen ersten Podiumsplatz seiner Karriere. Auch im zweiten Springen landete er mit dem achten Platz unter den ersten Zehn. Eine Woche später konnte er beim Springen in Thunder Bay mit dem 15. Platz im ersten Springen erneut einen Weltcup-Punkt gewinnen. Das zweite Springen dominierte er klar, und am Ende konnte er seinen ersten Weltcup-Sieg feiern. Es blieb allerdings sein einziger. Am Ende der Saison belegte er den 18. Platz in der Weltcup-Gesamtwertung und konnte in der folgenden Saison an den Erfolg der Vorsaison nicht mehr anknüpfen. Bei der Nordischen Skiweltmeisterschaft 1982 in Oslo wurde er am Ende nur 16. von der Groß- und 43. von der Normalschanze. Im Teamspringen erreichte er gemeinsam mit Jeff Hastings, Reed Zuehlke und Nils Stolzlechner den fünften Platz. Nach der Weltmeisterschaft gelang ihm beim Skifliegen am Kulm ein neunter und ein elfter Platz. Er beendete die Saison auf dem 32. Platz in der Weltcup-Gesamtwertung. Im darauffolgenden Jahr startete er nur noch zu einem Weltcup und beendete das Springen auf seiner Heimschanze in Lake Placid am 16. Januar 1983 auf dem 10. Platz. Anschließend beendete er seine aktive Skisprungkarriere.

## Erfolge

### Weltcupsiege im Einzel
| Nr. | Datum            | Ort         | Typ         |
| --- | ---------------- | ----------- | ----------- |
| 1.  | 22. Februar 1981 | Thunder Bay | Großschanze |